# Эберле, Сириус

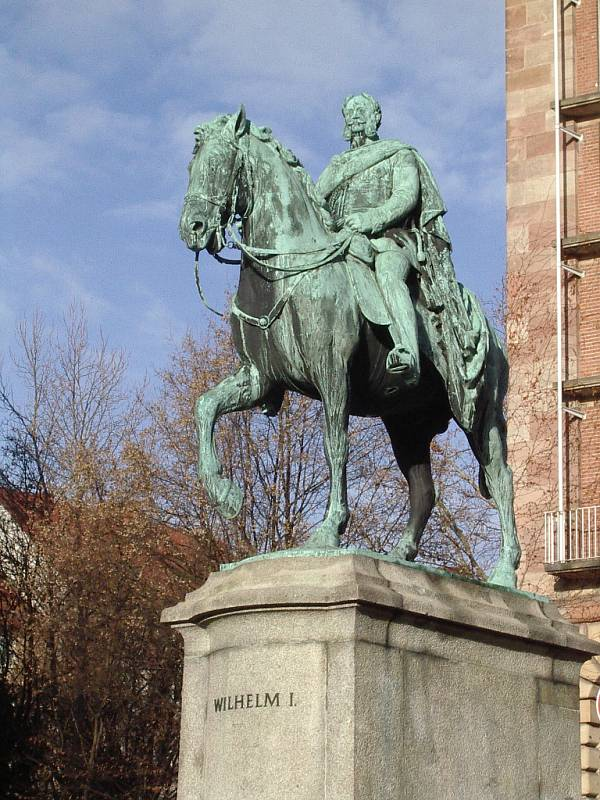
Памятник императору Германии Вильгельму I в Нюрнберге

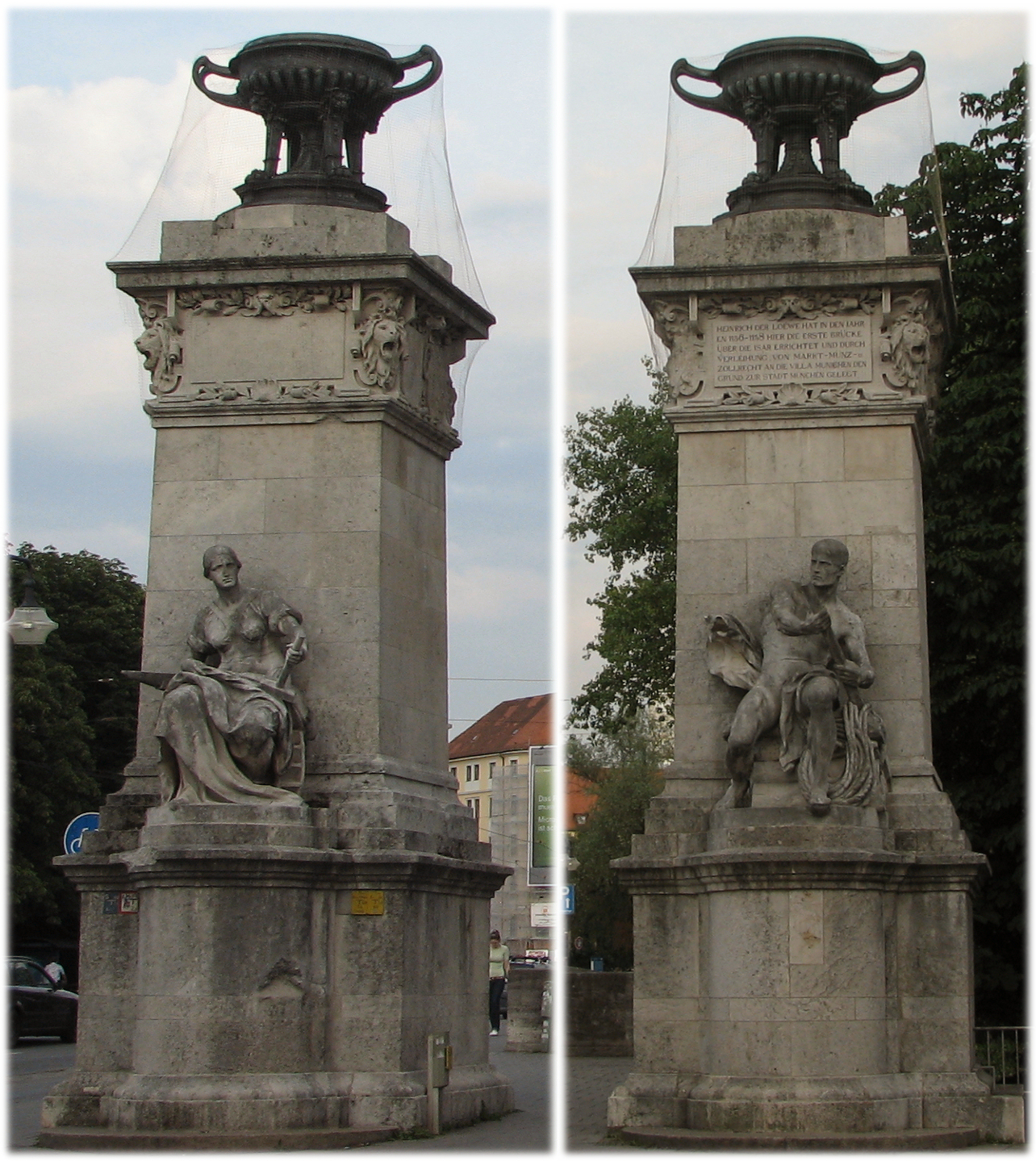
Пилоны моста Людвига в Мюнхене

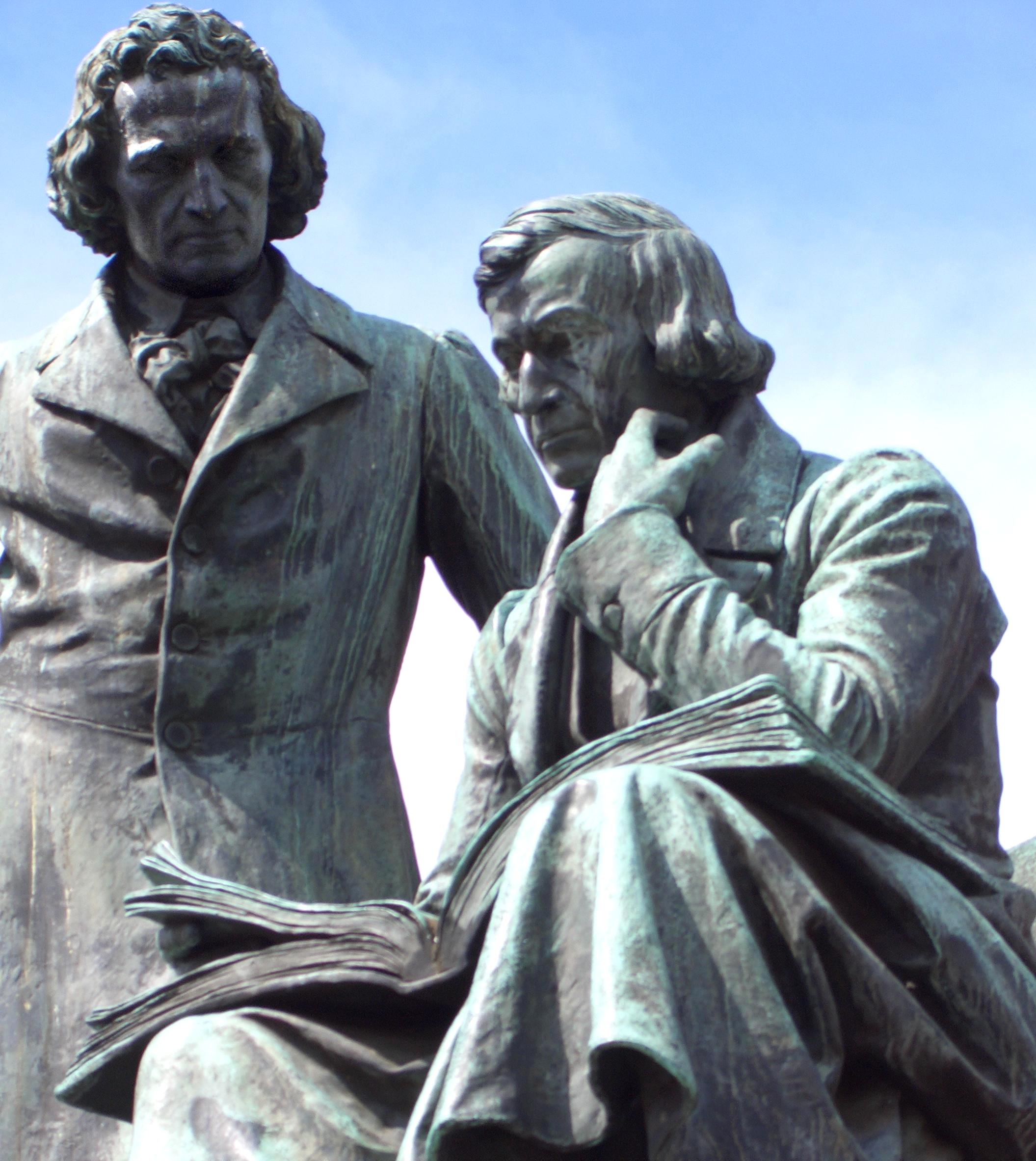
Памятник братьям Гримм в Ханау

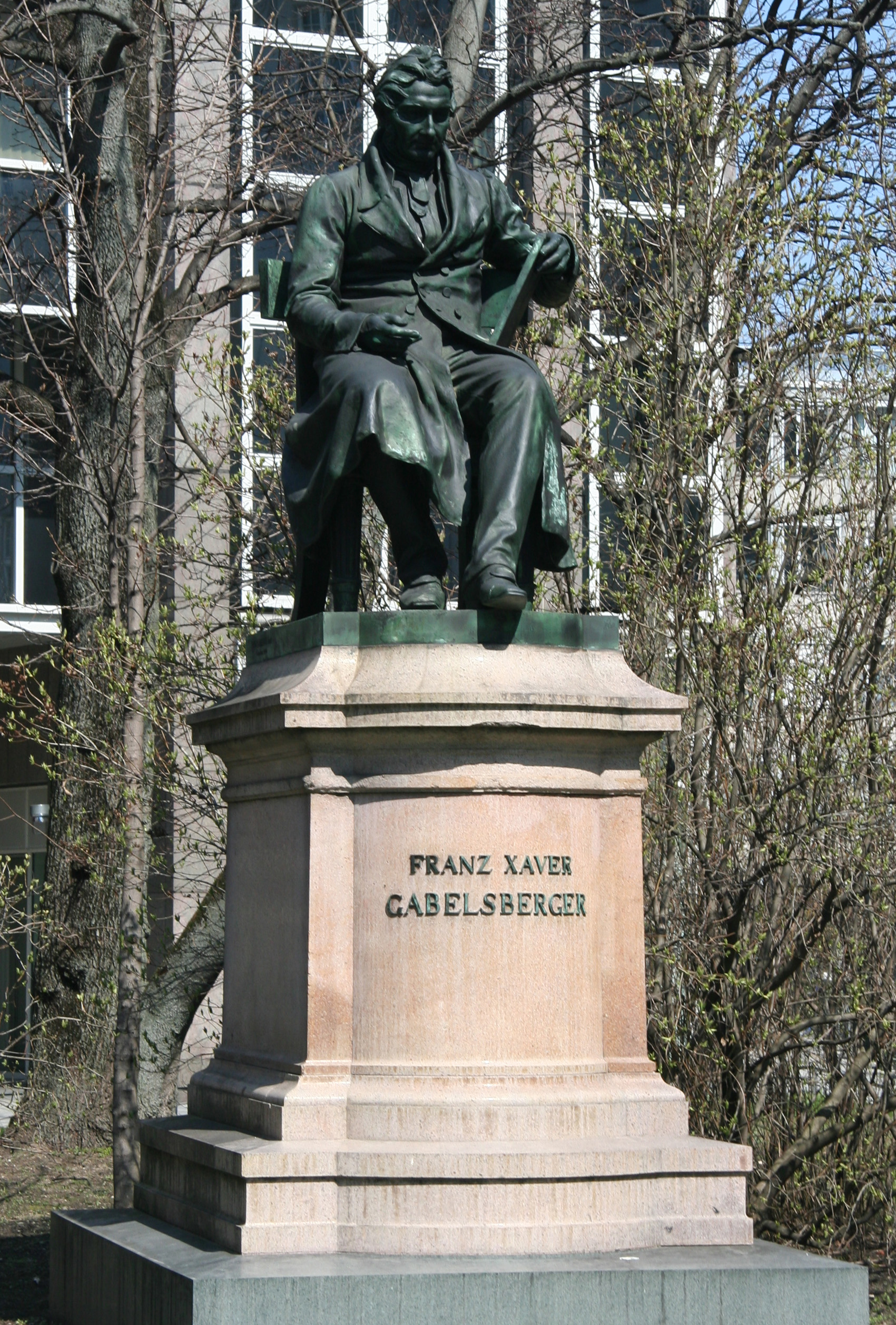
Памятник Ф. Габельсбергеру

Сириус Эберле (нем. Syrius Eberle; 9 декабря 1844, Пфронтен, Швабия, Бавария — 12 апреля 1903, Больцано, Южный Тироль) — немецкий скульптор и художник. Педагог, профессор Мюнхенской академии художеств.

## Биография
Родился в семье плотника. В 1866—1872 гг. обучался в Королевской Мюнхенской академии художеств. С 1882 года — профессор в альма матер. С 1884 года преподавал курс скульптуры в Мюнхене. Среди его многочисленных учеников был Игнатиус Ташнер.
По заказу короля Баварии Людвига II занимался украшением недавно построенных замков, создал ряд памятников, статуй, скульптурных групп, военный мемориал в Кемптене. В 1889 году был удостоен 3 премии на Национальном конкурсе на создание памятника братьям Гримм в Ханау. Победа на конкурсе была оспорена, в результате жюри обратилось к сыну Вильгельма Гримма — историку искусства и литературы Герману Гримму о его мнении и тот выбрал проект С. Эберле. 18 октября 1896 года состоялось торжественное открытие памятника, созданного Эберле.
В 1890—1892 годах создал 4 пилона для Моста Людвига в Мюнхене, Памятник Францу Ксаверу Габельсбергеру (1890).